# جرج گیلز
جرج گیلز (انگلیسی: George Gyles; ۱۷ نوامبر ۱۸۷۷ – ۵ فوریهٔ ۱۹۵۹) قایقران قایق بادبانی اهل کانادا بود.